# 索庫拉
索庫拉（法語：Socoura），是馬里的城鎮，位於該國中部，由莫普提區的莫普提省負責管轄，面積945平方公里，海拔高度275米，2009年人口42,553，人口密度每平方公里45.03人。